# Дзюбенко Наталія Михайлівна
Наталія Михайлівна Дзюбенко (нар. 24 грудня 1958, Москва) — російський художник кіно, художник по костюмах. Лауреат кінопремії «Ніка» за 2009 рік.

## Біографія
Народилася 24 грудня 1958 року у Москві. У 1977 році закінчила середню художню школу при МДАХІ ім. В. І. Сурикова. У 1983 році закінчила художній факультет Всесоюзного державного інституту кінематографії за спеціальністю «художник по костюмах» (майстерня О. С. Кручиніної).

## Творчість
Від 1992 року працює в рекламі (серії „Банк «Імперіал»“, «Альфа-банк», «Слов'янський банк», «Nescafe») та шоу-бізнесі. Автор костюмів для програми «Новий рік на НТВ» (1997). Також працює на «Ленфільмі».
Учасник низки колективних виставок в Женеві (живопис, графіка, батік).

### Фільмографія
- 1983 — Серед сірого каміння (Одеська кіностудія, реж. Кіра Муратова)
- 1989 — Чорна троянда — емблема жалю, червона троянда — емблема кохання (СРСР)
- 1987 — Байка (СРСР)
- 1991 — Дім під зоряним небом (СРСР)
- 1993 — Свистун (Росія/США/Німеччина)
- 1993 — Стрілець неприкаяний (Росія)
- 2000 — Заздрість богів (Росія) (спільно з О. Лук'яновою, М. Ананьєвою)
- 2000 — Приходь на мене подивитися... (Росія)
- 2007 — 12 (Росія)
- 2007 —  1612 (Росія) (спільно з С. Стручевим)
- 2009 — Цар (Росія) (спільно з О. Димінською)
- 2009 — Анна Кареніна та ін.